# Бекард великий
Бекард великий (Pachyramphus aglaiae) — вид горобцеподібних птахів родини бекардових (Tityridae).

## Назва
Вид названо на честь французької орнітологині Аглае Бреле (1800—1879).

## Поширення
Вид поширений в Північній Америці з південно-східної Аризони і крайнього півдня Техасу в США до західної частини Панами. Трапляється в прибережних районах сосново-дубових лісів та вічнозелених лісів.

## Спосіб життя
Харчується переважно комахами, яких збирає з рослинності, але також полює на деяких під час польоту. Харчується також ягодами та насінням. Будує велике кулясте гніздо, що підвішене на гілках дерев. Вхідний отвір знаходиться внизу. Самиця відкладає три-чотири яйця.

## Підвиди
Таксон містить 8 підвидів:
- Pachyramphus aglaiae aglaiae (Lafresnaye, 1839)
- Pachyramphus aglaiae albiventris (Lawrence, 1867)
- Pachyramphus aglaiae gravis (Van Rossem, 1938)
- Pachyramphus aglaiae hypophaeus (Ridgway, 1891)
- Pachyramphus aglaiae insularis (Ridgway, 1887)
- Pachyramphus aglaiae latirostris Bonaparte, 1854
- Pachyramphus aglaiae sumichrasti (Nelson, 1897)
- Pachyramphus aglaiae yucatanensis (Ridgway, 1906)